# Cilo Dağı

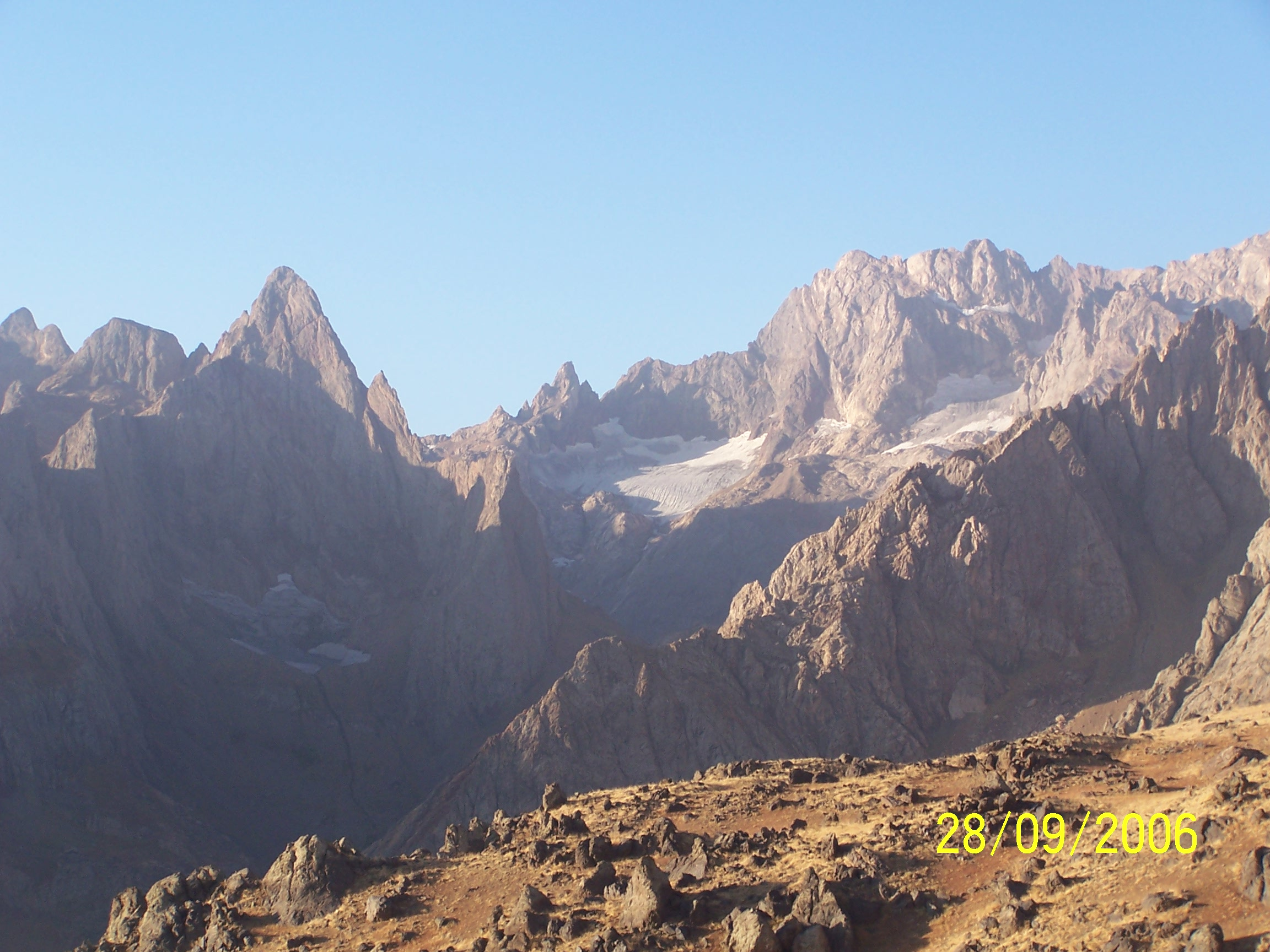
Cilo Dağı (2006)

Der Cilo Dağı (4116 m) ist der dritthöchste Berg der Türkei.
Der Cilo Dağı („Berg Cilo“) liegt in den Hakkari Dağları im östlichen Taurus im Landkreis Yüksekova der Provinz Hakkâri. Der Cilo Dağı ist Teil der 30 km langen Cilo-Bergkette. Der Uludoruk (4135 m), liegt in unmittelbarer Nachbarschaft (4 km Entfernung) und ist der zweithöchste Berg der Türkei.
1984 wurde das Gebiet für Zivilisten geschlossen. Erst 2002 durfte ein Bergsteigerteam wieder in den Cilo-Bergen klettern.